# Giovanni Ottavio Manciforte Sperelli
Giovanni Ottavio Manciforte Sperelli (Assis, 22 de fevereiro de 1730 - Roma, 5 de junho de 1781) foi um cardeal do século XVIII e XIX

## Nascimento
Nasceu em Assis em 22 de fevereiro de 1730. Terceiro dos nove filhos do marquês Marcantonio Manciforte, governador do exército de Marca Anconitana , e Flavia Sperelli. Os outros irmãos eram Sperello, Lodovica, Elisabetta, Giulio (um cavaleiro professo de Malta), Domenico (um jesuíta e bispo de Faenza), Pietro, Alessandro (um cônego) e Francesco. Patrício de Ancona. Tio-avô do cardeal Gabriele Ferretti (1838). Seu sobrenome também está listado apenas como Manciforte; e apenas como Sperelli.

## Educação
Estudou no Colégio Campana , Osimo; e mais tarde, na Universidade La Sapienza , em Roma, onde obteve o doutorado em utroque iure , tanto em direito canônico quanto em direito civil, em 26 de novembro de 1754.

## Juventude
Desde muito jovem demonstrou inclinação para o estado eclesiástico, que abraçou após ir para Roma. O Papa Bento XIV, que conhecia a família desde que era bispo de Ancona, nomeou-o cônego da basílica patriarcal do Vaticano em 25 de março de 1751; ocupou o cargo até 1766. Pouco depois, ingressou na prelazia romana. Referendário dos Tribunais da Assinatura Apostólica de Justiça e de Graça, 19 de dezembro de 1754.

## Sacerdócio
Ordenado em 7 de setembro de 1755. Consultor do Santo Ofício. Relator do SC do Bom Governo, abril de 1757-1766. Inquisidor e visitante apostólico em Malta, 1766-1771; embora os Jesuítas tenham sido banidos pelo Grão-Mestre da Ordem de Malta Manuel Pinto da Fonseca, o inquisidor defendeu-os vigorosamente, mas sem sucesso.

## Episcopado
Eleito arcebispo titular de Teodosia, em 17 de junho de 1771. Consagrado, em 23 de junho de 1771, na catedral de Frascati, pelo cardeal Henry Benedict Mary Stuart, duque de York, auxiliado por Stefano Evodio Assemani, arcebispo titular de Apamea di Siria, e por Giuseppe Maria Contesini, arcebispo titular de Atena. Núncio em Florença, 27 de junho de 1771 até dezembro de 1775. Clérigo da Câmara Apostólica, setembro de 1775; tomou posse em 4 de janeiro de 1776. Presidente delle Ripe e delle Acque , 1776. Mordomo papal e prefeito do Palácio Apostólico, 24 de maio de 1776. Prior comendador de S. Croce di Montesanto, Fermo, janeiro de 1777.

## Cardinalato
Criado cardeal e reservado in pectore no consistório de 23 de junho de 1777; publicado no consistório de 11 de dezembro de 1780; recebeu o chapéu vermelho em 14 de dezembro de 1780; e o título de S. Maria in Trastevere, 2 de abril de 1781. Atribuído ao SS.CC. de Bispos e Regulares, Conselho, Fábrica da Basílica de São Pedro, Avignon e Loreto. Abade comendador de Rambona, S.Severino; de Ss. Vito e Modesto, Perúgia; e de S. Pietro, Assis, abril de 1781. Protetor da igreja de S. Lorenzo em Miranda; e do Collegio degli Speziali , Roma.

## Morte
Morreu em Roma em 5 de junho de 1781, de doença grave e súbita. Exposto na igreja de S. Maria in Trastevere, o seu título, onde ocorreu o funeral; a missa solene foi cantada pelo Cardeal Scipione Borghese, em substituição do Cardeal Bernardino Giraud, camerlengo do Sagrado Colégio dos Cardeais; e sepultado, conforme sua vontade, naquela mesma igreja